# Libochovice
Libochovice (in tedesco Libochowitz) è una città della Repubblica Ceca facente parte del distretto di Litoměřice, nella regione di Ústí nad Labem.

## Il castello
Il castello di Libochovice è un castello barocco della fine del XVII secolo, costruito su disegno dell'architetto ticinese Antonio della Porta.
Sorse come ricostruzione dell'originario sito rinascimentale edificato dai conti Lobkowicz.
Gli interni storici comprendono una grande sala di rappresentanza (la "sala di Saturno") e una mostra permanente sull'anatomista Jan Evangelista Purkyně che qui nacque nel 1787.
Vicino al castello fu allestito un giardino alla francese progettato direttamente da Antonio della Porta, con una sala terrena di gusto barocco.

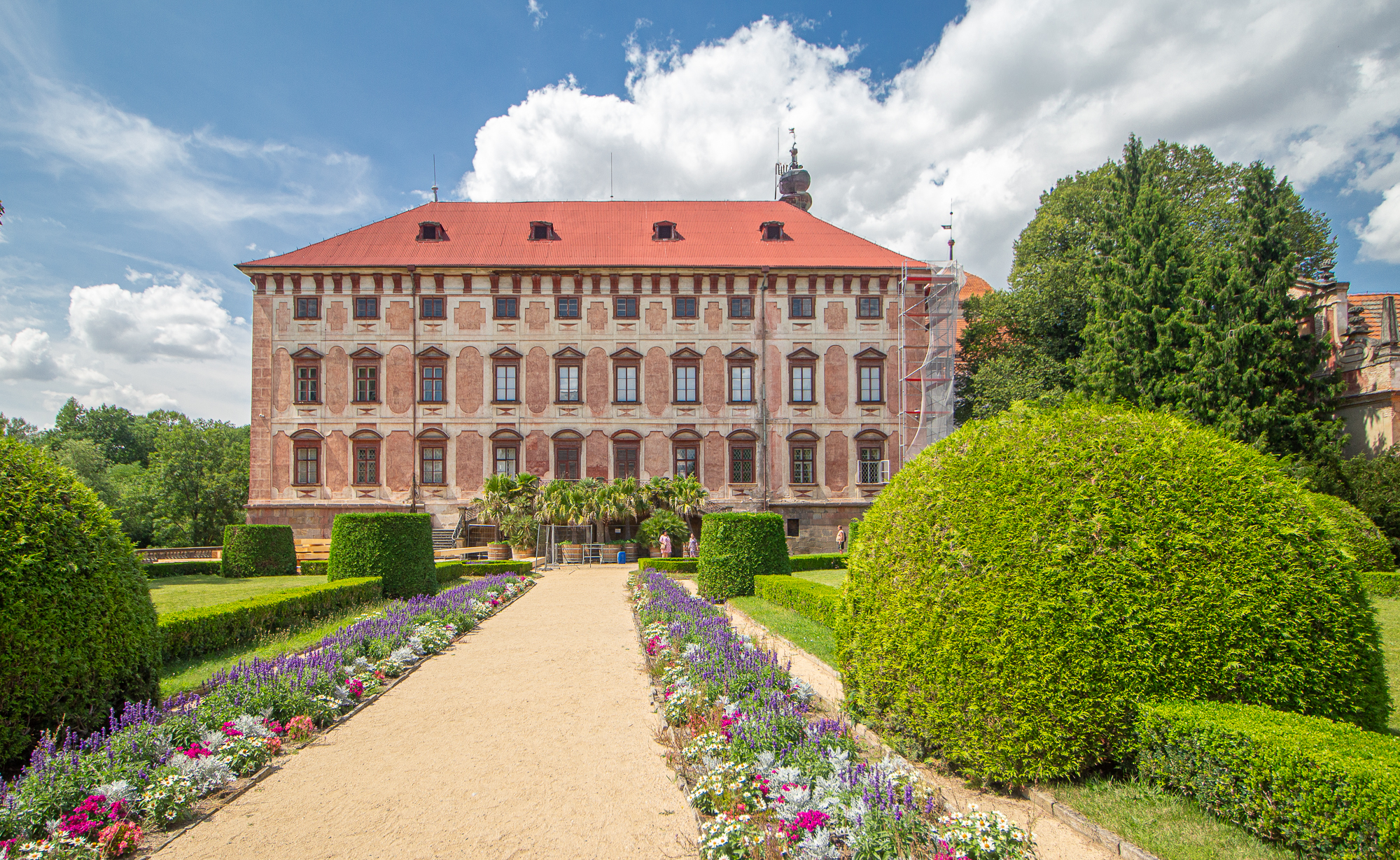
Il castello di Libochovice
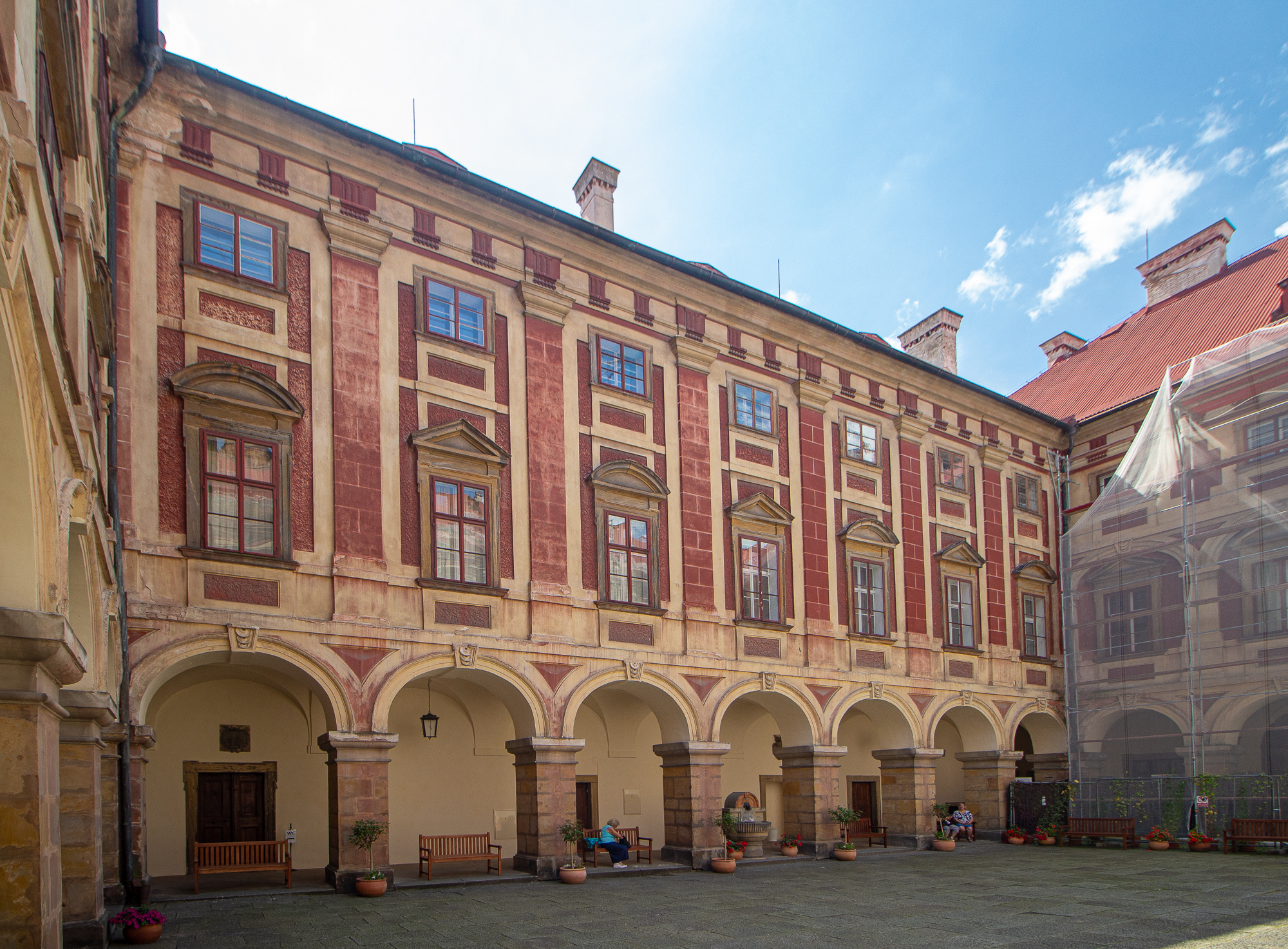
La corte interna
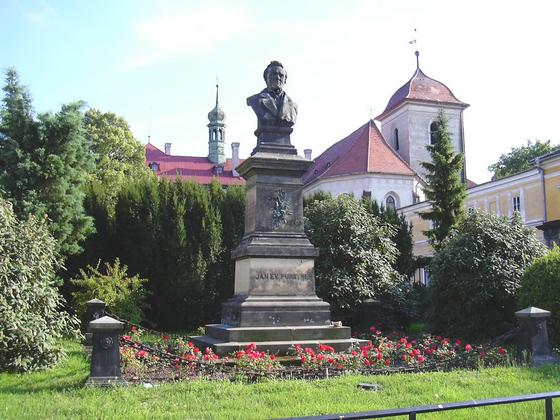
Scorcio dei giardini con il monumento a Jan Evangelista Purkyně

## La comunità ebraica
Dalla prima metà del XVII secolo alla prima metà del XX Libochovice fu sede di una forte comunità ebraica, ma la gran parte degli Ebrei della città morì nei campi di sterminio nazisti, e la comunità non fu mai più ricostituita dopo la Seconda guerra mondiale.  Tra i siti ebraici della città vanno citati il cimitero, un grande edificio nel quartiere ebraico (in cui avevano sede la scuola, la macelleria kasher e l'autorità di autogoverno) e un mikveh.  Una targa indica il luogo dove sorgeva la sinagoga (menzionata la prima volta nel 1651, danneggiata dai nazisti e definitivamente demolita intorno al 1980).

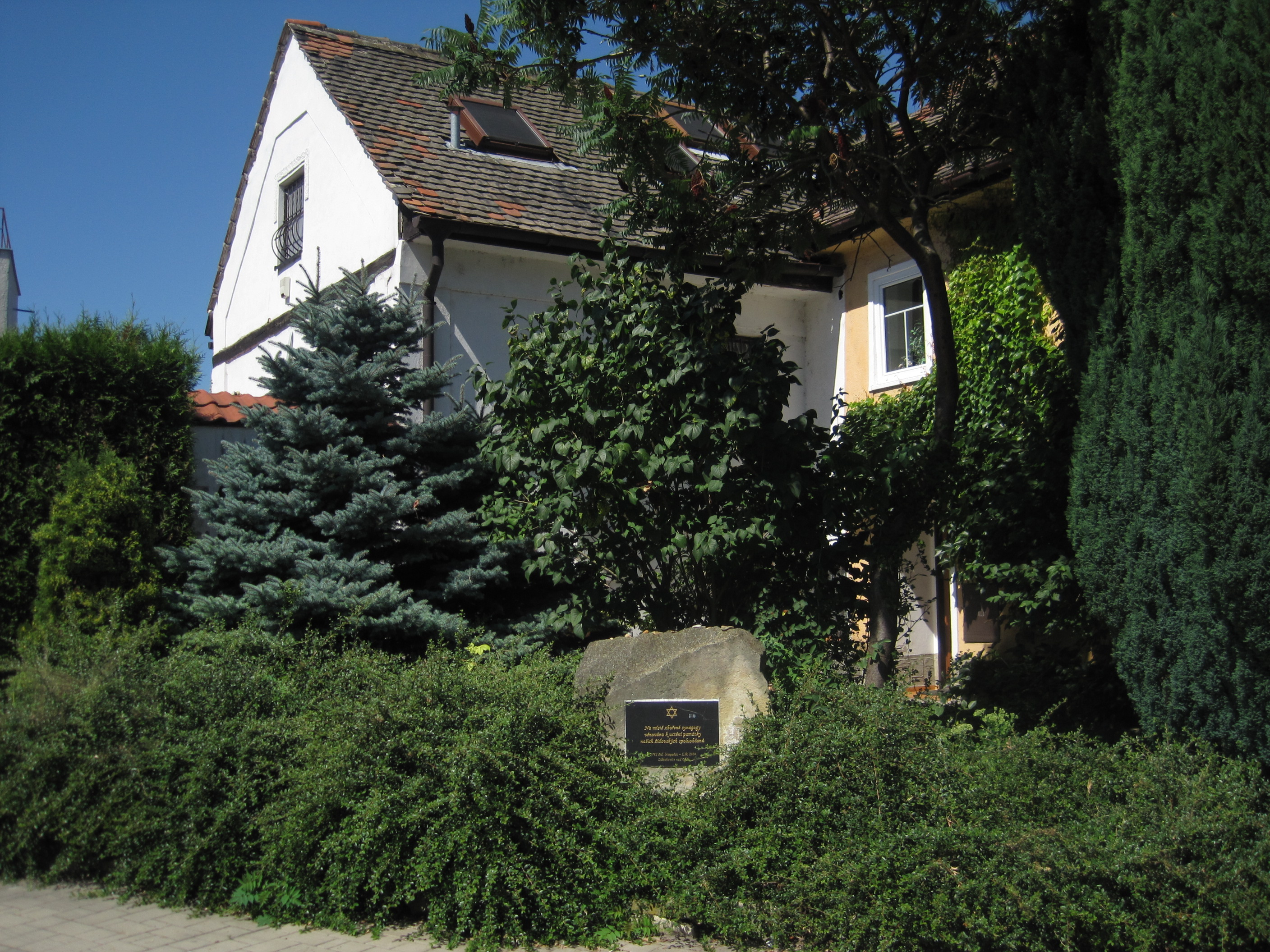
Il sito dell'antica sinagoga
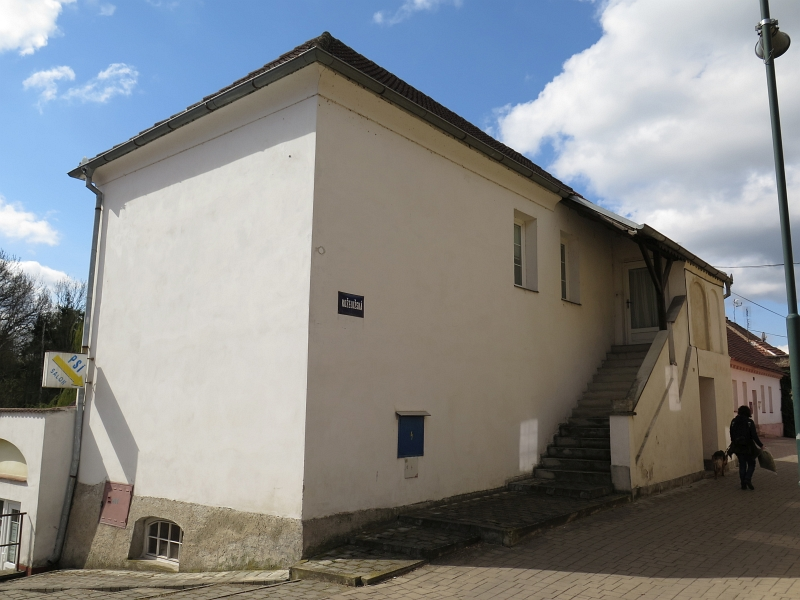
Casa nell'ex-quartiere ebraico
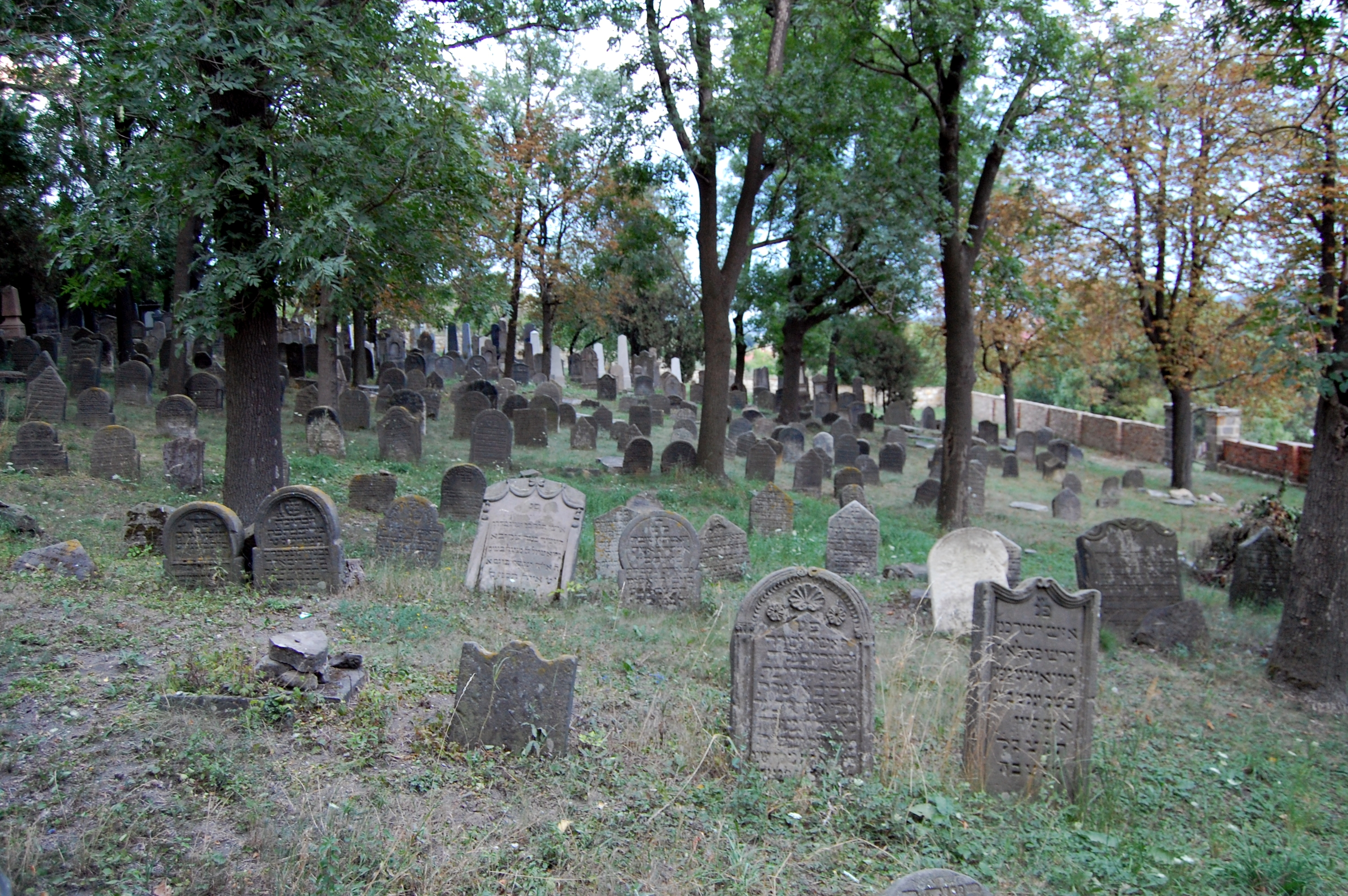
Il cimitero ebraico